# Nguồn cung
Nguồn cung (Supply) là lượng tài nguyên mà một tác nhân kinh tế (như các công ty, nhà sản xuất, người lao động, nhà cung cấp tài sản tài chính hoặc thực thể kinh tế khác) sẵn sàng và có khả năng cung ứng, cung cấp ra thị trường hoặc cung cấp cho một cá nhân. Nguồn cung có thể là hàng hóa được sản xuất, thời gian lao động, nguyên liệu thô hoặc bất kỳ đối tượng khan hiếm hoặc có giá trị nào khác. Nguồn cung thường được biểu diễn đồ họa dưới dạng đường cung, với giá trên một đơn vị trên trục tung và lượng cung cấp dưới dạng hàm của giá trên trục hoành. Đường cung có thể dành cho một người bán riêng lẻ hoặc cho toàn bộ thị trường, cộng lượng cung cấp của tất cả người bán. Số lượng cung ứng là cho một khoảng thời gian cụ thể (ví dụ: số tấn thép mà một công ty sẽ cung cấp ra thị trường trong một năm), nhưng đơn vị và thời gian thường bị bỏ qua trong các bài thuyết trình lý thuyết. Bảo đảm nguồn cung ổn định là chiến lược quan trọng của các doanh nghiệp trong hoạt động. Ngày nay chuỗi cung ứng là yếu tố có vị trí quan trọng trong nền kinh tế, để xảy ra đứt gãy chuỗi cung ứng sẽ dẫn đến những hệ lụy to lớn trong nền kinh tế, gây ra sự biến động thị trường và xáo động xã hội.
Trong thị trường hàng hóa, lượng cung ứng (tổng cung) là số lượng sản phẩm trên một đơn vị thời gian mà nhà sản xuất sẵn sàng bán ở nhiều mức giá nhất định khi tất cả các yếu tố khác được giữ nguyên. Trong thị trường lao động, nguồn cung lao động là lượng thời gian mỗi tuần, tháng hoặc năm mà các cá nhân sẵn sàng dành để làm việc, theo chức năng của mức lương. Trong lĩnh vực kinh tế và tài chính, cung ứng tiền là lượng tài sản có tính thanh khoản cao có sẵn trên thị trường tiền tệ, được xác định hoặc chịu ảnh hưởng từ quyền hạn tiền tệ của một quốc gia. Điều này có thể thay đổi tùy thuộc vào loại cung ứng tiền. Biểu cung ứng là bảng cho thấy một hoặc nhiều công ty sẽ sẵn sàng cung cấp bao nhiêu ở mức giá cụ thể trong những hoàn cảnh hiện tại như nguồn cung dồi dào hay nguồn cung khan hiếm. Mối quan hệ cung cơ bản là giữa giá của một hàng hóa và lượng cung. Theo quy luật cung cầu, giữ các yếu tố khác không đổi, giá tăng sẽ dẫn đến lượng cung tăng. Đầu vào bao gồm đất đai, lao động, năng lượng và nguyên liệu thô. Mối quan tâm của người bán đối với điều kiện thị trường trong tương lai có thể ảnh hưởng trực tiếp đến nguồn cung. Nếu người bán tin rằng nhu cầu đối với sản phẩm của mình sẽ tăng mạnh trong tương lai gần, chủ sở hữu công ty có thể ngay lập tức tăng sản lượng để dự đoán giá sẽ tăng trong tương lai. Đường cung sẽ dịch chuyển ra ngoài. Không có thứ gọi là đường cung độc quyền.